# گزاهگنه آبرا
گزاهگنه آبرا (انگلیسی: Gezahegne Abera؛ زادهٔ ۲۳ آوریل ۱۹۷۸) دونده ماراتن و دونده دو استقامت اهل اتیوپی بود.
از افتخارات وی میتوان به کسب مدال طلا دو ماراتن در بازی‌های المپیک تابستانی ۲۰۰۰ اشاره کرد.